# یوتا کاواچی
یوتا کاواچی (ژاپنی: 河内 勇太؛ زادهٔ ۸ نوامبر ۱۹۸۵) یک بازیکن فوتبال اهل ژاپن است.
از باشگاه‌هایی که در آن بازی کرده‌است می‌توان به باشگاه فوتبال گراونز کیتاکیوشو اشاره کرد.